# Casa del Lector
Casa del Lector és un centre cultural que depèn de la Fundació creada per Germán Sánchez Ruipérez, una institució espanyola sense finalitats de lucre, reconeguda pel Ministeri de Cultura d'Espanya, i constituïda a l'octubre de 1981. Casa del Lector té com a objectiu principal fer dels lectors i la lectura els seus protagonistes fonamentals. Un centre on es fomentarà l'experiment amb la lectura, les seves noves manifestacions, la seva promoció o la formació dels seus intermediaris.
Casa del Lector és un espai dirigit a tots els públics amb activitats culturals de tota classe, exposicions, conferències, cursos formatius, tallers de creació, cicles de música, cinema i arts escèniques, que al costat de recerques aplicades, contribuiran a la consecució d'un lector que comprèn, que valora, assimila, comparteix i interpreta el món, la societat i el seu temps.
El patronat de la Fundació Germán Sánchez Ruipérez va decidir, al juliol de 2010, el nomenament de l'escriptor i exministre de Cultura, César Antonio Molina, com a director de Casa del Lector. Amb una superfície total superior als vuit mil metres quadrats, Casa del Lector ocuparà l'espai pertanyent a les naus 13 i 14, el de connexió entre aquestes dues naus, la nau 17b i part de la nau 17c (tres crugies) a l'espai Matadero Madrid.

## L'Espai
El projecte arquitectònic
Per a la realització del projecte arquitectònic de Casa del Lector, i d'acord amb l'Ajuntament de Madrid, es va convidar a cinc estudis d'arquitectes a participar en el concurs inicial d'idees, i fou finalment triada la proposta d'Antón García-Abril (Ensamble Studio), arquitecte i responsable de l'execució de tota la infraestructura arquitectònica.
La comunicació es basa en el principi de connectivitat. Connectar persones, idees, espais i llocs. I aquesta és l'essència del disseny que Antón García-Abril ha plasmat a casa del Lector, un projecte que és capaç d'integrar l'activitat futura de recerca, educació i comunicació amb l'essència de l'espai, construint per tant a la ciutat de Madrid un centre inèdit de creació entorn de la lectura.
Els diversos espais de Casa del Lector s'acullen en les naus 13, nau 14, espai de connexió entre aquestes dues naus, nau 17b i tres crugies de la nau 17c, amb una superfície total de 8.000 m². Matadero Madrid ofereix un entorn previ, unes grans naus d'estructures industrials, l'ordre de les quals imposa les claus sota les quals es dissenya Casa del Lector.
Connectar transversalment les dues naus va ser la primera acció que es va resoldre traçant ponts; i provocant la trobada entre les dues estructures, la prèvia de la nau, de cort longitudinal, fràgil i vertical, amb la incisió transversal de les bigues de formigó pretesat, que confronten la seva naturalesa pesada, horitzontal i lineal. És en la connexió ens les dues estructures on sorgeix la connectivitat que crea la comunicació entre l'edifici i el lector, que percebrà un espai únic a doble altura, una doble escala, entre el gran espai continu del plànol del sòl de la nau i les línies dels ponts per les quals es transita entre les naus que s'assenten a la vora del riu Manzanares. Les dues estructures es confronten, es comparen, i s'enriqueixen mútuament. Es necessiten com els interlocutors d'un diàleg. Aquesta connectivitat permet llegir l'espai nou de Casa del Lector, i que les idees que es desenvolupin ajudin a crear el lloc de la ciutat on nous ciutadans, nous lectors es trobin.